# Emelie Garbers
Emelie Garbers (* 1. September 1982 in Stockholm) ist eine schwedische Theater- und Filmschauspielerin.

## Leben
Emelie Garbers wurde an der Ballettschule der Königlichen Oper und schauspielerisch an der Universität der Künste Stockholm ausgebildet. Seit 2005 ist sie als Film- und Theaterschauspielerin tätig. Bekannt wurde sie durch die Filme Call Girl, Gentlemen & Gangsters (2016) und Aniara (2018). Für ihre Rolle der Mimaroben im Weltraum-Drama Aniara wurde ihr 2020 der Guldbagge in der Kategorie „Beste Hauptdarstellerin“ verliehen.

## Filmografie (Auswahl)
- 2005: Lasermannen (Miniserie, Episode 1x03)
- 2010: Återfödelsen (Kurzfilm)
- 2012: Call Girl
- 2014: Gentlemen
- 2016: Gentlemen & Gangsters (Miniserie, 3 Episoden)
- 2018: Aniara
- 2020: Dejta (Fernsehserie, 6 Episoden)
- 2020–2022: Partisan (Fernsehserie, 10 Episoden)
- 2023: Blackwater (Händelser vid vatten, Fernsehserie, 5 Episoden)
- 2023: Estonia (Fernsehserie, 3 Folgen)
- 2024: Veronika (Fernsehserie, 7 Episoden)